# Anningasaura
Anningasaura là một chi thằn lằn cổ rắn, được Vincent mô tả khoa học năm 2012.